# Queremó (poeta)
Queremó (en llatí Chaeremon, en grec antic Χαιρήμων) fou un poeta tràgic grec, a l'estil de Queril d'Atenes, molt reconegut al seu temps que va viure en una època incerta però segurament posterior a Aristòfanes, ja que aquest autor no el menciona i probablement devia viure al tomb de l'any 380 aC.
Va viure a Atenes, i va escriure també comèdies. Eubule de Cèttia, un poeta còmic, el va satiritzar, segons Ateneu de Nàucratis, i també Èfip d'Atenes, del que sembla que va ser contemporani.
Aristòtil va dir que les seves obres estaven destinades a la lectura i no a la representació. En les seves tragèdies destacava la descripció, no només dels personatges i els objectes que formaven part de l'obra, sinó també d'allò que podia satisfer el plaer sensual. Descriu les flors i la bellesa femenina. El seu estil era correcte en la forma i amb una gran facilitat pel ritme, però amb un to afectat que recorda el d'Agàton d'Atenes.
Com a obres seves es coneixen: 
- Ἀλφεσίβοια (Alfesibea)
- Ἀχιλλεὺς θερσιτοκτόνος or Θερσίτης (Aquil·les assassí de Tersites), probablement una obra còmica.
- Διόνυσος (Dionís)
- Θυέστης (Tiestes)
- Ἰώ (Io)
- Μινύαι (Els Minies)
- Ὀδυσσεὺς Τραυματίας (Odisseu ferit)
- Οἰνεύς (Eneu)
- Κένταυρος (Centaure). D'aquesta obra diu Aristòtil que estava formada per tot tipus de metres, i no se sap si era una comèdia o una tragèdia.

No se sap del cert si va ser l'autor de tres epigrames que porten el seu nom recollits a l'Antologia grega. També es menciona a Queremó a la Garlanda de Meleagre.